# Breeders Crown 2YO Colt & Gelding Pace
| 2YO Filly Pace |  | 2YO Colt & Gelding Pace |  | 3YO Filly Pace |  | 3YO Colt & Gelding Pace |  | Open Mare Pace |  | Open Pace |

Breeders Crown 2YO Colt & Gelding Pace är ett årligt passgångslopp i Breeders Crown-serien för 2-åriga varmblodiga hingstar och valacker. Loppet är ett sprinterlopp över 1609 meter och körs på olika travbanor i USA och Kanada, sedan premiären 1984. Förstapris är 250 000 amerikanska dollar. 2010 blev Pocono Downs den första banan som körde alla 12 lopp i travserien under en och samma kväll.

## Segrare
| År   | Häst               | Kusk              | Tränare          | Tid    |
| ---- | ------------------ | ----------------- | ---------------- | ------ |
| 2022 | Ammo               | David Miller      | Joe Holloway     | 1:50.4 |
| 2021 | Monte Miki         | Scott Zeron       | Mark Evers       | 1:53.2 |
| 2020 | Summa Com Laude    | Brian Sears       | Ron Burke        | 1:50.2 |
| 2019 | Tall Dark Stranger | Yannick Gingras   | Nancy Takter     | 1:51.0 |
| 2018 | Captain Crunch     | Scott Zeron       | Nancy Takter     | 1:51.3 |
| 2017 | Stay Hungry        | Doug McNair       | Tony Alagna      | 1:50.4 |
| 2016 | Huntsville         | Tim Tetrick       | Ray Schnittker   | 1:49.1 |
| 2015 | Boston Red Rocks   | Tim Tetrick       | Steve Elliott    | 1:51.3 |
| 2014 | Traceur Hanover    | Andy Miller       | Corey Johnson    | 1:51.0 |
| 2013 | Luck Be Withyou    | Ron Pierce        | Chris Oakes      | 1:52.0 |
| 2012 | Rockin Amadeus     | Yannick Gingras   | Jimmy Takter     | 1:51.2 |
| 2011 | Sweet Lou          | Dave Palone       | Ron Burke        | 1:49.0 |
| 2010 | Big Jim            | Phillip Hudon     | James Dean       | 1:50.4 |
| 2009 | All Speed Hanover  | Ron Pierce        | Noel Daley       | 1:52.0 |
| 2008 | Well Said          | Ron Pierce        | Steve Elliott    | 1:51.0 |
| 2007 | Santanna Blue Chip | Jody Jamieson     | Carl Jamieson    | 1:51.3 |
| 2006 | Charley Barley     | Mike Lachance     | Kim Miller       | 1:53.3 |
| 2005 | Jereme's Jet       | Paul MacDonell    | Tom Harmer       | 1:52.1 |
| 2004 | Village Jolt       | Ron Pierce        | Edward Hart      | 1:51.1 |
| 2003 | I Am A Fool        | Ron Pierce        | Brett Pelling    | 1:52.2 |
| 2002 | Totally Western    | Mario Baillargeon | Benjamin Wallace | 1:53.2 |
| 2001 | Western Shooter    | John Campbell     | Bob McIntosh     | 1:51.0 |
| 2000 | Bettors Delight    | Mike Lachance     | Scott McEneny    | 1:52.4 |
| 1999 | Tyberwood          | Richie Silverman  | Gary Machiz      | 1:52.4 |
| 1998 | Badlands Hanover   | Ron Pierce        | Joe Holloway     | 1:50.0 |
| 1997 | Artiscape          | Mike Lachance     | Bob McIntosh     | 1:53.2 |
| 1996 | His Mattjesty      | Doug Brown        | Stew Firlotte    | 1:54.4 |
| 1995 | John Street North  | Jack Moiseyev     | Bill Robinson    | 1:53.3 |
| 1994 | Jenna's Beach Boy  | Bill Fahy         | Joe Holloway     | 1:51.4 |
| 1993 | Expensive Scooter  | Jack Moiseyev     | Bill Robinson    | 1:54.2 |
| 1992 | Village Jiffy      | Ron Waples        | Bill Wellwood    | 1:53.2 |
| 1991 | Digger Almahurst   | Doug Brown        | Stew Firlotte    | 1:52.1 |
| 1990 | Artsplace          | John Campbell     | Gene Riegle      | 1:51.1 |
| 1989 | Till We Meet Again | Mickey McNichol   | Abe Stolzfus     | 1:56.2 |
| 1988 | Kentucky Spur      | Dick Stillings    | Dick Stillings   | 1:53.2 |
| 1987 | Camtastic          | Bill O'Donnell    | Bob Bencal       | 1:56.2 |
| 1986 | Sunset Warrior     | Bill Gale         | Bob McIntosh     | 1:55.3 |
| 1985 | Robust Hanover     | John Campbell     | Wallace Bruce    | 1:56.4 |
| 1984 | Dragon's Lair      | Jeff Mallet       | Jeff Mallet      | 1:54.1 |